# Белорусско-зимбабвийские отношения
Отношения Беларуси и Зимбабве — дипломатические отношения Беларуси и Республики Зимбабве, сотрудничество в гуманитарной и экономической сфере. Дипломатические отношения между странами были установлены 16 апреля 1992 г. Посол Республики Беларусь в Южно-Африканской Республики аккредитован в Зимбабве по совместительству.

## История
В 2011 году состоялся визит в Беларусь вице-президента Джона Нкомо, проведена встреча с Президентом Александром Лукашенко. В декабре 2014 года состоялся визит в Беларусь Министра по охране окружающей среды Зимбабве Сейвиора Касукувере. В 2015 году двусторонние контакты значительно активизировались: состоялись визиты в Беларусь Президента Резервного банка Зимбабве Джона Мангудии и вице-президента Зимбабве Эммерсона Мнангагвы, проведены встречи с Президентом и Премьер-министром Беларуси. В свою очередь состоялись визиты в Зимбабве руководство «Банкa развития Республики Беларусь», «БелАЗа» и «Трайпл».
В сентябре 2018 года состоялся визит помощника президента по особым поручениям Виктора Шеймана в Зимбабве, где он встретился с президентом Зимбабве, главой Резервного банка, министрами, которые отвечают за международную торговлю, сельское хозяйство, транспорт и инфраструктуру. Были обсуждены вопросы военно-технического сотрудничества и поставки белорусской техники. 16—18 января 2019 г. состоялся официальный визит в Беларусь президента Зимбабве Эммерсона Мнангагвы.
Белорусское деловое издание Office Life писало, что сближение Минска и Хараре связано с именем гендиректора Aftrade Александра Зингмана. В конце 2010-х и начале 2020-х годов генеральный директор Aftrade Зингман активизировал деятельность в Зимбабве и соседних странах. Именно он превратил Зимбабве в один из плацдармов для торговой и инвестиционной экспансии республики на «Черном континенте». В конце 2010-х годов компания Зингмана реализовала несколько контрактов на поставку сельскохозяйственной и другой техники, а сам руководитель компании, ставший почетным консулом Зимбабве в Беларуси, лоббировал ряд инвестиционных проектов. Они предоставили белорусам широкие возможности для инвестирования в экономику Зимбабве. В результате страна вошла в десятку крупнейших рынков сбыта Минска в Африке.
С 30 января по 1 февраля 2023 года президент Беларуси Александр Лукашенко посетил Зимбабве. Подписаны соглашения в области промышленности, торговли, сельского хозяйства, энергетики, транспорта и добычи полезных ископаемых. В дни визита также состоялись деловые встречи и переговоры членов белорусской делегации и представителей доллар Зимбабве стороны, прошел двусторонний бизнес-форум. Прошла церемония передачи техники белорусских производителей в рамках программы по механизации фермерских хозяйств Зимбабве.
25 января 2024 года МВД двух стран подписали меморандум о сотрудничестве. Кроме того, стороны обсудили вопрос обучения зимбабвийских полицейских на базе спецподразделений и Академии МВД Беларуси.